# Nemopistha sinica
Nemopistha sinica är en insektsart som beskrevs av C.-k. Yang 1986. Nemopistha sinica ingår i släktet Nemopistha och familjen Nemopteridae. Inga underarter finns listade i Catalogue of Life.